# Paul Stark
Paul Stark (Rotterdam, 1967) is een Nederlands pianist (jazz), componist en arrangeur.

## Loopbaan
Stark was van jongs af aan betrokken bij de jazzmuziek. Hij had onder andere les van Rob van Kreeveld en Kris Goessen. Tegenwoordig is Stark actief in de band Young Sinatras (vanaf 2001). Daarmee toerde hij door Nederland en speelde hij menigmaal op het North Sea Jazz Festival in Den Haag.